# Três Lagoas
Três Lagoas là một đô thị thuộc bang Mato Grosso do Sul, Brasil. Đô thị này có diện tích 10206 km², dân số năm 2007 là 85376 người, mật độ 8,37 người/km².